# Nam sủng
Nam sủng hay tình phu (chữ Hán: 情夫; Bính âm: Qíngfū; tiếng Anh Lover; tiếng Ý: Cicisbeo) là khái niệm chỉ một người nam giới thân cận với chủ nhân. Khái niệm này có phạm vi rất rộng, tuơng ứng với nhiều khái niệm hiện đại như thư ký, bạn thân, người hầu đáng tin cậy hoặc tình nhân. Tuy nhiên, nhiều người ngày nay hiểu nhầm là từ này chỉ dùng để chỉ tình nhân nam giới ngoài hôn nhân của chủ nhân (dù đa số nam sủng trong lịch sử không phải là tình nhân mà là người hầu cận thân tín).
Nam sủng hay tình phu  có thể là một bí mật, cũng có công khai hoặc nửa công khai.

## Tên gọi
Trung Quốc cổ đại gọi là diện thủ(面首,  miàn shǒu), cũng thường đề cập là tiểu bạch liễm (từ này thường được sử dụng trong các tiểu thuyết ngôn tình, đam mỹ của Trung Quốc) hay chủ nhân ông.

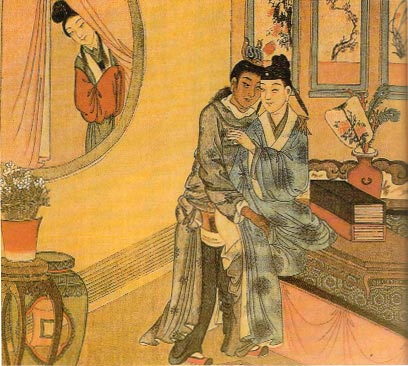
Một nữ hầu nhìn trộm cảnh ân ái của chủ nhân và một người nam sủng.

Hiện tại lại có nhiều cách gọi: ông hai, cha hai,  ba thứ, tía nhỏ, ba dượng và tiểu vương (tương đương với tình nhân nữ ngoài giá thú bị gọi là bà hai, bà ba hay ngày nay chính là kẻ thứ ba, tiểu tam), và gần đây ở Đài Loan còn có một cách gọi khác là con chó sói nhỏ (小狼狗), điển hình trong bài hát của nam ca sĩ Nhậm Hiền Tề có đề cập đến.
Cách nói diện thủ và tiểu bạch liễm đều là bởi vì loại đàn ông này thông thường ngoại hình rất đẹp trai, bảnh bao, tương ứng với người tình tuyết trắng (肌肤雪白, cơ phu tuyết bạch), đối với giới nữ.
Nữ giới hay nam đồng tính bao dưỡng người tình nam của mình, được gọi là nuôi ông hai, nuôi ba thứ, nuôi cha hai hoặc thiếp tiểu bạch liễm (贴小白脸). Sở dĩ có từ nhỏ bởi vì  họ không có chủ nghĩa người đàn ông vĩ đại được các giá trị xã hội đặt ra. và được coi là loại đàn ông hèn hạ.
Ngày nay, nhiều người quen gọi những người nam được quý tộc sủng hạnh là nam sủng.

## Lịch sử

### Đối với nữ quý tộc
Những người phụ nữ quý tộc Trung Quốc cổ đại như công chúa, thái hậu cũng thường có nam sủng. Thời nhà Hán nhiều vị công chúa sở hữu nam sủng, lịch sử ghi chép, Tây Hán Quán Đào đại trưởng công chúa Lưu Phiếu dưỡng Đổng Yển làm nam sủng,  Hán Võ Đế gặp Lưu Phiếu liền nói " Mong gặp mặt chủ nhân ông (nam sủng), chỉ muốn gặp ông của chủ nhân (nam sủng của công chúa) Đổng Yển.
Sơn Âm công chúa Lưu Sở Ngọc của Lưu Tống sở hữu nhiều tên nam sủng, có những lần trải qua vô cùng trang trọng như phu thê. Cũng giống như Quán Đào công chúa Lưu Phiếu của Tây Hán đã cùng Đổng Yển hợp táng tại Bá Lăng (霸陵), mà không phải cùng chồng mình hợp táng.
Nổi tiếng hơn hết, chính là nữ hoàng đế duy nhất Trung Quốc Võ Tắc Thiên thời đại Võ Chu, hợp chuẩn hóa nam sủng thành nam thiếp khi công khai sở hữu hai nam nhân trong hậu cung (Trương Dịch Chi và Trương Xương Tông), con gái bà tức Thái Bình công chúa cũng sở hữu nhiều nam sủng của riêng mình, cũng vì vậy thời kỳ này được gọi là thời đại nữ quyền.
Nữ giới thượng lưu cổ đại của nước Ý cũng sở hữu một loại nam sủng bán công khai (tiếng Ý: Cicisbeo) loại nam sủng này đã được sự đồng ý của chồng người phụ nữ, miễn là không quá đáng, người chồng nói chung không can thiệp quá nhiều.

### Đối với vua chúa
Những nam đồng tính Trung Quốc cổ đại, chủ yếu là các hoàng đế, vương gia, hay tướng lãnh... thường sở hữu nam sủng của riêng mình, đa phần họ bán công khai, như là quý trọng bầy tôi, ái khanh, hay trọng thần. Từ thời Xuân Thu - Chiến Quốc đã có những câu chuyện “chia đào” của Vệ Linh Công, câu chuyện “mê Long Dương” của Ngụy vương.
Tới thời kỳ hưng thịnh như nhà Hán, những mối quan hệ có thể là đồng tính của các đế vương đã được ghi lại. Theo ghi chép của Sử ký và Hán thư, những bộ sử sớm nhất trong lịch sử Trung Quốc, trong số 25 Hoàng đế triều nhà Hán thì có tới 10 vị có quan hệ thân thiết với cận thần nam giới. Nhưng không rõ những mối quan hệ đó là tình bạn thân thiết hay thực sự là đồng tính luyến ái. Hán Văn Đế, người khai sáng nền chính trị Văn Cảnh, một trong những thời kỳ thịnh trị của triều Hán rất yêu quý Đặng Thông. Hán Ai Đế cũng từng sủng ái và phong chức rất cao trong triều cho Đổng Hiền, với câu chuyện cắt tay áo. Từ thời nhà Hán về sau, số lượng các vị Hoàng đế có nam giới thân cận có giảm nhưng không phải là hoàn toàn biến mất.
Alexander Đại đế (356 TCN - 323 TCN) là một trong các vị tướng vĩ đại nhất trong lịch sử thế giới. Vị hoàng đế Macedonia này có một người bạn rất thân thiết là Hephaestion, nhưng vì không có tư liệu mô tả cụ thể mối quan hệ giữa họ nên một số người cho rằng đó là đồng tính luyến ái, một số khác thì lại cho rằng đó chỉ là tình bạn khăng khít mà thôi.
Hoàng đế bạo chúa Nero cũng có nam sủng, ông từng công khai tổ chức đám cưới theo nghi thức hoàng gia với hai người tình, sử sách La Mã xem đây là thể hiện rõ nhất thói tâm thần hoang tưởng của Nero.

## Cách sử dụng khác
Ngoài việc đề cập đến những người yêu thực sự, nam sủng hay tiểu bạch liễm cũng thường được sử dụng làm biệt danh của những người đàn ông không đóng góp nhiều và được hỗ trợ bởi tiền do phụ nữ hoặc nam đồng tính cung cấp, ngay cả khi họ không phải là những người tình ngoài hôn ngoài. 
Ví dụ, trong một mối quan hệ chung sống hay hôn nhân, một người đàn ông không đi ra ngoài làm việc, không chăm sóc gia đình của mình và không chỉ là dựa vào bạn gái hoặc vợ của mình để hỗ trợ tài chính, tương tự như trong mối quan hệ đồng tính, đều bị kêu là nam sủng hay tiểu bạch liễm. 
Ngoài ra, tài sản của một người đàn ông nhận được bởi một người không phải là người có quan hệ họ hàng, sẽ bị coi như là không phải chia sẻ và thông thường gợi nhớ về mối quan hệ bất chính của mình với người phụ nữ hay nam đồng tính, cũng thường bị kêu là tiểu bạch liễm hay nam sủng.